# Hemerobius hespericus
Hemerobius hespericus is een insect uit de familie van de bruine gaasvliegen (Hemerobiidae), die tot de orde netvleugeligen (Neuroptera) behoort. 
Hemerobius hespericus is voor het eerst wetenschappelijk beschreven door Navás in 1931.